# Benzoldicarbonitrile
Die Benzoldicarbonitrile bilden in der Chemie eine Stoffgruppe, die aus einem Benzolring mit zwei angefügten Nitrilgruppen (–CN) bestehen. Durch deren unterschiedliche Anordnung (ortho, meta oder para) ergeben sich drei Konstitutionsisomere mit der Summenformel C8H4N2.
Die Trivialnamen (Phthalsäuredinitril, Isophthalsäuredinitril, Terephthalsäuredinitril) leiten sich in entsprechender Weise von den Benzoldicarbonsäuren (Phthalsäure, Isophthalsäure, Terephthalsäure) ab.

## Vertreter
| Gefahrensymbol |

| Gefahrensymbol |

| Gefahrensymbol |

## Geschichte
Die erste Darstellung von Phthalonitril wurde 1896 durch Johannes Pinnow berichtet. Dabei wurde es als Nebenprodukt einer Diazotierung von 2-Aminobenzonitril und Umsetzung zu dem Diazoaminobenzonitril entdeckt. Durch Reaktion des Diazoniumsalzes mit Kupfer(I)-cyanid in einer Sandmeyer-Reaktion konnte die Verbindung gezielt hergestellt werden. 1907 wurde die Herstellung von Phthalonitril durch die Reaktion von Phthalamid mit Essigsäureanhydrid beschrieben. Obwohl die ersten Erträge klein waren, wurde es zum Vorläufer der heutigen großtechnischen Syntheseverfahren.

## Darstellung
Phthalonitril kann in einem einstufigen Prozess durch Ammonoxidation von o-Xylol in Gegenwart eines Vanadium-Antimon-Oxid-Katalysators bei hohen Temperaturen (480 °C) gewonnen werden.
Terephthalonitril kann gleichfalls durch Ammonoxidation von p-Xylol gewonnen werden.
Für die Herstellung von Phthalodinitril sind drei weitere Methoden beschrieben:
1. Aus Phthalsäureanhydrid und Ammoniak wird Phthalimid hergestellt, welches bei weiteren Zugabe von Ammoniak zu Phthalamid umgesetzt wird. Dieses wird in Pyridin oder Chlorbenzol als Lösungsmittel mit Dehydratationsmitteln, wie Phosphorpentachlorid behandelt, wobei Phthalodinitril entsteht.
2. Unter Verwendung von Bauxit als Katalysator lässt man Phthalsäureanhydrid und Ammoniak in der Gasphase reagieren, wobei Phthalodinitril in einem Schritt entsteht.
3. Durch Reaktion von Ammoniak mit einem Xylol-Gemisch werden Phthalodinitril, Isophthalodinitril und Terephthalodinitril erhalten. Von 1935 bis 1966 wurde Phthalodinitril bei der BASF AG aus Phthalsäureanhydrid hergestellt, ab 1966 erfolgte die Herstellung über o-Xylol durch Ammonoxidation bei Temperaturen bis zu 500 °C.

## Eigenschaften
Terephthalonitril hat aufgrund der größten Molekülsymmetrie den höchsten Schmelzpunkt. o-Phthalodinitril ist gut löslich in Alkohol, Ether und Chloroform und sehr gut löslich in Benzonitril.

## Verwendung
Phthalonitril wird zur Herstellung von Phthalocyanin-Farbstoffen verwendet und ist in elektrophotographischen Materialien enthalten.
Phthalodinitril wird auch zur Herstellung von Schädlingsbekämpfungsmitteln, als Stabilisierungszusatz für Flugzeugtreibstoffe und in der Gummiindustrie verwendet. Es dient weiterhin als Ausgangsprodukt zur Herstellung von optischen Aufhellern und Sensibilisatoren für die Fotografie.